# Bigfork (Montana)
Bigfork – jednostka osadnicza w Stanach Zjednoczonych, w stanie Montana, w hrabstwie Flathead.